# Bank of the West Classic 1997
Il Bank of the West Classic 1997 è stato un torneo di tennis giocato sul cemento.
È stata la 27ª edizione del torneo, che fa parte della categoria Tier II nell'ambito del WTA Tour 1997.
Si è giocato al Taube Tennis Center di Stanford (California) negli Stati Uniti, dal 21 al 27 luglio 1997.

## Campionesse

### Singolare
Martina Hingis ha battuto in finale  Conchita Martínez con il punteggio di 6–0, 6–2.

### Doppio
Lindsay Davenport /  Martina Hingis hanno battuto in finale  Conchita Martínez /  Patricia Tarabini con il punteggio di 6–1, 6–3.